# Erasmiaans Gymnasium

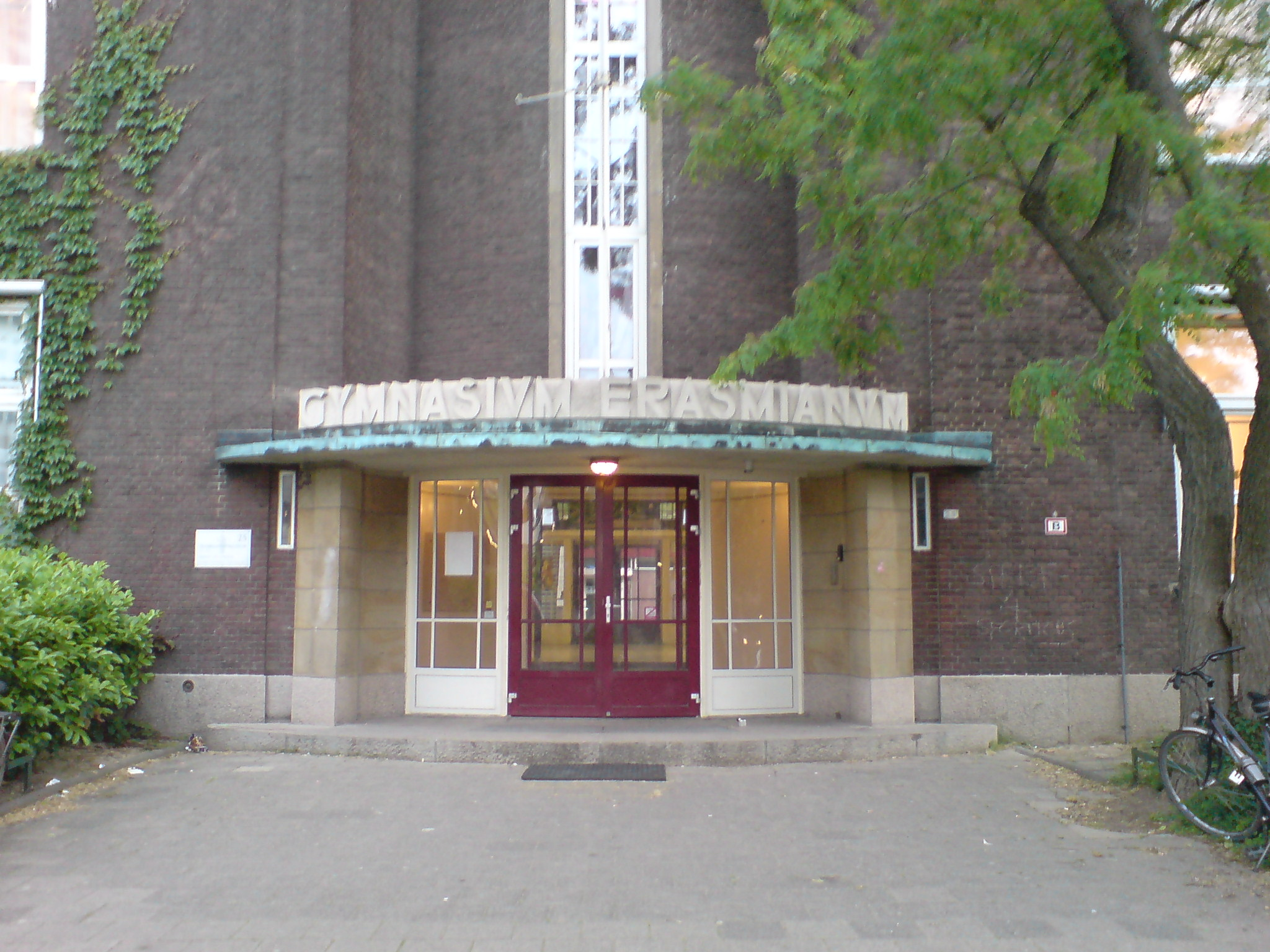
Ingang Erasmiaans Gymnasium

Het Erasmiaans Gymnasium of Gymnasium Erasmianum is een stedelijk gymnasium te Rotterdam met ruim duizend leerlingen.

## Een van de oudste scholen van Nederland
Hoewel de school is genoemd naar de Rotterdammer Desiderius Erasmus (1467–1536), bestond hij al lang voor zijn tijd. De school is eind dertiende of begin veertiende eeuw opgericht als parochieschool. De oudste bekende geschreven vermelding van de school dateert van 1328. Dat jaar wordt daarom aangehouden als het oprichtingsjaar van de school. Daarmee is 'het Erasmiaans' een van de oudste scholen voor voortgezet onderwijs in Nederland en het op drie na oudste Nederlandse gymnasium.
Later staat de school bekend als de Latijnse school van Rotterdam. Jacob Beeckman was er rector van 1619 tot zijn dood in 1629. Zijn broer Isaac Beeckman gaf er enige jaren les.

## Gebouwen
Van 1884 tot 1937 was het Erasmiaans Gymnasium gevestigd aan de Coolvest (later Coolsingel). Sinds 1937 is de school gevestigd aan de Wytemaweg, tegenover het academisch ziekenhuis. Dit gebouw, een gemeentelijk monument, is ontworpen door de stadsarchitect Ad van der Steur. In 1995 werd het gebouw uitgebreid met een nieuwe vleugel en twee gymzalen. In 2003 kwam er nog een vleugel bij, met onder andere een auditorium (de 'Leopoldzaal') en ICT-faciliteiten.

## Oud-leraren
Leraren waren onder meer:
- H.B.G. Casimir, natuurkundige [bron?]
- Anton Boudewijn van Deinse, zoöloog
- Anton Gerard van Hamel, wetenschapper, onderzoeker Keltisch en Germaanse talen
- Denis Henriquez, prozaschrijver, dichter en toneelschrijver
- J.H. Leopold, dichter
- Jan Frederik Niermeyer, aardrijkskundige
- Édouard Piaget, Zwitsers entomoloog
- Pieter Rabus, jurist, dichter en schrijver[3]
- Marietje d'Hane-Scheltema, classica en vertaalster
- C.F.P. Stutterheim, taalwetenschapper
- Johannes van Vloten, theoloog, neerlandicus en filosoof
- Jan van de Velde (I), kalligraaf

## Oud-leerlingen
Bekende oud-leerlingen zijn:
16e eeuw
- Claes Michielsz Bontenbal, ambtenaar

17e eeuw
- Cornelis van Arkel (1670-1724), remonstrants predikant en dichter [4]
- vermoedelijk Andries van Hoogenhuysen, boekdrukker, uitgever en boekverkoper
- vermoedelijk David van Hoogstraten, arts, dichter en taalkundige
- Abraham van Riebeeck, gouverneur-generaal van de VOC
- Lambertus van Riebeeck

19e eeuw
- Rosalida Anna Content, schrijfster, letterkundige
- Hendrik Gerard van Doesburgh, politiecommissaris in Amsterdam
- Adolf 'Dop' Bles, dichter[5]
- Pieter Droogleever Fortuyn, burgemeester van Rotterdam
- Jacques Dutilh, advocaat, bankier en gemeenteraadslid
- Johan George Gleichman, minister van Financiën
- Everhardus Cornelis Godée Molsbergen, historicus
- Jan Kan, minister, lid Raad van State en voetballer
- Philip Kleintjes, rechtsgeleerde
- Marten Mees, kassier en makelaar in assurantiën
- Salomon Jean René de Monchy, burgemeester van Arnhem en Den Haag[6]
- Hugo Frederik Nierstrasz, zoöloog
- Johannes Jacobus van Oosterzee, theoloog en dichter
- Herman Robbers, schrijver
- Esther Welmoet Wijnaendts Francken-Dyserinck, journaliste en feministe, medeoprichter World Association of Girl Guides and Girl Scouts

20e eeuw
- Gijs van Aardenne, politicus
- Robert Baelde, jurist
- Georg van den Bergh, politicus, astronoom
- Sidney James van den Bergh, politicus
- Charlotte Besijn, actrice
- Henri Peter Blok, kunsthistoricus
- Pierrette Cornelie Bolle, botanicus
- Krijn ter Braak, televisie- en theaterregisseur en (hoorspel)acteur
- Harry Borghouts, commissaris van de koningin in Noord-Holland
- Eloi Hubert La Chapelle (Lo Lo Chapelle), voetballer, cricketeer en medicus
- Jacob Clay, natuurkundige, logicus en filosoof
- Dolf Cohen, historicus, hoogleraar en rector magnificus van de Universiteit Leiden
- Anne Rosa van Dam, verzetsvrouw
- Robbert Dijkgraaf, wis- en natuurkundige, D66-minister voor Onderwijs, Cultuur en Wetenschap
- Edsger Dijkstra, wiskundige en informaticus
- Benno Siegfried Frenkel, hoogleraar arbeids- en sociaal recht in Tilburg
- Ida Gerhardt, classica, dichteres en vertaalster
- Mia Gerhardt, mediëviste en hoogleraar vergelijkende literatuurwetenschap
- Geert de Grooth, jurist en politicus
- Israel Samuel Herschberg, hoogleraar informatica in Delft
- Louis Hoyack, theosoof, schrijver en dichter
- Bas de Jong, journalist
- Raoul de Jong, schrijver
- Jan Coenraad Kamerbeek, hoogleraar Griekse taal- en letterkunde in Amsterdam
- Govaert Kok, jurist en historisch publicist
- Victor Jacob Koningsberger, bioloog en rector van de Universiteit Utrecht
- Alfred Kossmann, schrijver
- Ernst Heinrich Kossmann, historicus en tweelingbroer van Alfred
- Ernest van der Kwast, schrijver
- Herman Johannes Lam, botanicus
- Anton Daniël Leeman, latinist, hoogleraar Latijn aan de Universiteit van Amsterdam
- Ancilla van de Leest, oud-(fetisj)model, producer, presentatrice en activiste
- Johan de Meester jr., acteur, decorontwerper, toneeldirecteur en -regisseur
- Friso Meeter, advocaat-curator en Eerste Kamerlid
- Ramsey Nasr, dichter/acteur, in 2009 gekozen tot dichter des vaderlands
- Bob Oosthoek, toneelspeler, regisseur en verzetsstrijder.
- Zihni Özdil, oud-Tweede Kamerlid GroenLinks, columnist
- Haro van Peski, regisseur
- Anton Ploeg, sociaal antropoloog
- Frederik Hendrik Reijneker, vliegtuigontwerper
- Richter Roegholt, historicus en dichter
- Jan Romein, historicus
- Madzy Rood-de Boer, hoogleraar rechtswetenschappen
- Annie Salomons, schrijfster, dichteres, vertaalster
- Frederik Schmidt Degener, museumdirecteur, kunsthistoricus, essayist en dichter
- Liesje Schreinemacher, VVD-minister voor Buitenlandse Handel en Ontwikkelingssamenwerking
- Jan Sinnige, oorlogsslachtoffer
- Marius Jacob Sirks, hoogleraar biologie en rector magnificus Universiteit Groningen
- Hans Sleutelaar, dichter
- Pieter Johannes Sijpesteijn, hoogleraar Oude Geschiedenis en Papyrologie in Amsterdam
- Martinus Tels, natuur- en scheikundige, hoogleraar en rector magnificus van de TU/e.
- Maarten Cornelis van den Toorn, hoogleraar Nederlandse taalkunde te Nijmegen
- Ebru Umar, schrijfster, columnist
- Eppo van Veldhuizen, politicus
- Edwin de Vries, acteur
- David van Weel, VVD-minister van Justitie en Veiligheid
- Johan Witteveen, econoom en politicus

21e eeuw
- Oliver Heldens, dj en producer
- Daan Bovenberg, profvoetballer
- Hasna El Maroudi, publiciste
- Sigrid ten Napel, actrice
- Sezgin Güleç, stand-upcomedian

## Schoollied
Het lied van de leerlingenvereniging, de Rotterdamse Gymnasiastenbond, is geschreven in 1900 door J. Voogd. Het luidt als volgt:
Vivat haec societas
Gaudium quae paret.
Semper floreat et crescat,
Longe et late clara fiat,
Vivat haec societas
Erasmi Alumnorum.
Vivant semper Socii
In sodalitate.
Vivant tutor et fautores,
Virgines et amatores,
Vivat haec societas
Erasmi Alumnorum
De Griekse variant – dewelke meestal niet wordt gezongen – luidt:
Εὖ ἔχοι ἑταιρία
Ἡδονήν τε τίκτοι.
Θάλλοι αἰεὶ καὐξάνοιτο,
Πανταχοῦ κλεινὴ γένοιτο.
Εὖ ἔχοι ἑταιρία
Ἐρασμοῦ μαθητῶν.
Εὖ ἐν τῇ ἑταιρίᾳ
Εἴη τοῖς ἑταιροῖς.
Προστάτῃ καὶ συντελοῦσιν,
Παρθένοις τε καὶ φιλοῦσιν,
Εὖ ἔχοι ἑταιρία
Ἐρασμοῦ μαθητῶν.

## Andere organisaties
Het Erasmiaans Gymnasium kent zeer veel organisaties:
- De Rotterdamse Gymnasiastenbond (RGB), onder leiding van verkozen vierde- en vijfdeklassers, is verantwoordelijk voor meerdere schoolfeesten en andere activiteiten. Ieder bestuurslid heeft zijn eigen functie: de Praeses staat aan het hoofd en is het gezicht naar de leerlingen en de schoolleiding, de Vice-Praeses assisteert hierbij, de Quaestor doet de financiën, de Ab-Actis verstuurt de brieven en maakt notulen, de Cultus belt DJ's en organiseert culturele activiteiten, de Sporticus is bij sportdagen en sponsorlopen aanwezig en de Assessor ontwerpt posters en kaartjes. Tijdens de verkiezingen hangt de hele school en vaak ook de stad vol met posters van alle kandidaten. De demissionaire bestuursleden dragen altijd per functie een bondskandidaat voor, maar wie honderdvijftig handtekeningen heeft verzameld, mag tegenkandideren. Tijdens het overdrachtsfeest in maart (in maart begint de Romeinse jaartelling) worden de nieuwe bestuursleden bekendgemaakt.
- ‘Tolle Lege’ - naar een gezegde van Augustinus - is de naam van de schoolkrant, uitgegeven door de leerlingen. Het blad is opgericht in 1929 en is, met uitzondering van een korte onderbreking in de laatste jaren van de Tweede Wereldoorlog, regelmatig verschenen. De onafhankelijke, uit leerlingen bestaande redactie is niet onderworpen aan enige censuur van de zijde van de schoolleiding. Een docent die het vertrouwen heeft van de schoolleiding en van de redactie, staat de redactie met raad en daad terzijde. Heel wat talent heeft hier soms resolute, soms wankele schreden gezet.
- De Medezeggenschapsraad – voornamelijk de leerlingengeleding – staat binnen de school bekend om haar belangenbehartiging. Zo hebben de leerlingen met enquête en debatten de schoolleiding ertoe aangezet om introducés te herlegaliseren op schoolfeesten. Daarnaast worden de binnenschoolse actualiteiten en calamiteiten vaak besproken tijdens de maandelijkse vergaderingen van dit officieel vertegenwoordigend orgaan (Wet Medezeggenschap op scholen).
- De Leerlingenraad is een actief, vertegenwoordigend orgaan bestaande uit ongeveer twintig leerlingen. Met brieven aan de schoolleiding, medezeggenschapsraad en de bond behartigen zij de belangen van de leerling. Ook nemen de leerlingen soms de organisatie van educatieve activiteiten op zich.
- De Ouderraad krijgt een deel van de vrijwillige ouderbijdrage en mag hiermee zaken subsidiëren. Zij heeft o.a. als doel te fungeren als klankbord voor de schoolleiding en de oudergeleding van de MR. Ook fungeert ze als brug tussen de school(leiding) en ouders, faciliteert/ondersteunt/organiseert schoolevenementen en schoolactiviteiten, adviseert over/faciliteert de aanschaf en het onderhoud van extra leermiddelen, enz. De Ouderraad beheert een ouderfonds en ziet toe op de besteding van de gelden. De ouderraad bestaat momenteel uit tien leden en vergadert elke maand.
- Ook de Grote Staf is een bestuurlijk orgaan met alle jaarleiders, de rector, de conrector en een secretaris als leden. Wat in de wekelijkse vergaderingen wordt besproken is grotendeels vertrouwelijk, vergelijkbaar met de Ministerraad.
- Het Curatorium beschikt over het geld dat vroeger was gereserveerd voor pensioenen van docenten. Een aantal keer per jaar wordt vergaderd in aanwezigheid van de rector en/of de conrector. Sinds kort biedt het curatorium voor telkens twee leerlingen uit de vijfde klas een beurs voor een zomerschool in Oxford.
- De leerlingen in de Techniek organiseren het licht en geluid tijdens toneelvoorstellingen, debatten, filmavonden et cetera. In de Tolle Lege van maart 2012 is deze club in opspraak geraakt over vrouwendiscriminatie en geslotenheid. Ook in de Tolle Lege van februari 2015 is in een recensie ongenoegen geuit. Als reactie hierop hebben de Erasmiaanse technici zich herpakt en floreert deze club nu als waardevolle springplank voor theatertechnici in spe.
- Semper Floreat is de oud-leerlingenvereniging van het Erasmiaans Gymnasium. Eén keer per jaar geeft de vereniging een krant uit, Tolle Belege, en eens in de vijf jaar organiseert zij een reünie.
- De Toneelgroep bedenkt jaarlijks verscheidene voorstellingen, zoals het Kersttoneel, Kweekvijvertoneel, Eersteklasserstoneel en brengt deze tot uitvoering. Vaak wordt in deze voorstelling het beleid van de school belachelijk gemaakt, of op een bijzondere manier verwezen naar klassieke verhalen.
- De Muziekgroep bestaat uit de Erasmiaanse leerlingen die het vak muziek volgen. Naast dat deze leerlingen muziek maken, organiseren ze ook de culturele avonden waar muziek bij komt kijken, zoals de Battle of the Bands (gericht op pop- en rockmuziek) en de Art Night (naast conservatoriale muziek ook voor andere kunstvormen zoals dans, theater en film). Door hun gezamenlijke passie trekken Erasmiaanse muzikanten vaak, ondanks leeftijdsverschillen, met elkaar op om muziek te maken en zich zo te ontwikkelen, waardoor uiteindelijk ook elk jaar een aantal leerlingen naar het conservatorium vertrekt.
- Debatclub Claritas is een voortzetting van de langzaam gestorven debatclub Pro et Contra. Na een aantal mislukte pogingen om deze organisatie nieuw leven in te blazen, is het een groep vierdeklassers in 2016 wel gelukt onder de nieuwe naam Claritas. De groep doet mee aan tal van nationale- en internationale debattoernooien. Het curriculum van het Erasmiaans benadrukt met name in de Tweede Fase kennis en haar betrekkelijkheid. Debat en discussie komt hierbij grootschalig aan de orde (het 'EEP').
- Filmclub was een benaming voor losse groepjes filmmakers die voorheen tijdens het jaarlijkse Erasmiaans Filmfestival (EFF) hun producties van dat jaar vertoonden. Met een zeer goede doorstroming naar het Nederlands Filmfestival voor Scholieren (NFFS) noemden zij zichzelf weleens overmoedig 'hofleverancier'. Sinds 2015 is het EFF echter samengevoegd met de M&D (Muziek en Declamatie) tot het nieuwe evenement Art Night, waarna het aantal filmaanmeldingen in de loop der jaren is teruggelopen tot nul en de filmgroep een stille dood gestorven is.
- De Memegroep is een groep leerlingen die zogeheten memes maakt over de school en het bestuur. Sinds sociale media een steeds grotere rol in het leven van de jeugd heeft ingenomen, is er een groep leerlingen die in de vorm van deze zelfgemaakte memes op humoristische wijze kritiek uit op allerhande actualiteiten binnen de school. Sinds 2018 publiceert deze groep hun memes op een Instagramaccount dat door een groot deel van de leerlingen en zelfs docenten gevolgd wordt, waardoor de Memegroep een succesvol nieuw medium heeft opgezet.

## Publicaties
- Drs. N. van der Blom, met bijdragen van drs. R. van der Velde, drs. J. Spoelder en dr. W. Backhuys, Grepen uit de geschiedenis van het Erasmiaans Gymnasium, 1328 – 1978 (dr. W. Backhuys, uitgever, 1978).
- Drs. J. Smit en drs. J. Spoelder (red.), Florislegium. Bloemlezing uit de Erasmiaanse, Rotterdamse en andere opstellen van drs. N. van der Blom (Brill / Backhuys, 1982)
- Leo Molenaar (red.), Het Erasmiaans Gymnasium na 666 jaar (Uitgeverij Elmar, 1995)
- Leo Molenaar (red.), Reindert Jacobsen (1876–1962) – Een leraar met een verhaal. Grepen uit een millennium Europese cultuur. (Erasmiaans Gymnasium / Uitgeverij Elmar (1999)
- Leo Molenaar (red.), Ex Pluribus Unum – 675 jaar Erasmiaans Gymnasium (Erasmiaans Gymnasium, 2003)
- Anne Schram-Ouweneel en Jaap van Oostendorp (red.), Het Erasmiaans Gymnasium in de Tweede Wereldoorlog – Herinneringen van oud-leerlingen (Semper Floreat/ Uitgeverij Elmar, 2003)
- Leen J. Bongers, Bert Kanters, Leo Molenaar en Marianne van der Velde (red.), Van der Velde – Mozaïek van een rector en Erasmus – 500 jaar na Lof der Zotheid (Erasmiaans Gymnasium/ Uitgeverij Elmar, 2009)
- De Nieuwe Elite (2009) NTR.
- Marjolein Degenaar (red.), Culturele diversiteit op het Erasmiaans Gymnasium Rotterdam – om te smullen! (Erasmiaans Gymnasium, 2018)